# Чередниченко Варвара Іванівна
Варва́ра Іва́нівна Чередниче́нко (* 4 (16) грудня 1896 — †22 квітня 1949), українська письменниця і педагогиня родом з Києва.

## Біографія
Народилася майбутня письменниця 16 грудня 1896 року в Києві в родині робітника — вихідця з безземельних козаків Золотоніського повіту Полтавської губернії.
1913 року 17-річна Варвара вступила на історико-філологічний факультет Київського Фребелівського жіночого педагогічного інституту. Тут вона наполегливо вивчала біологію і фізіологію людини, зокрема дитини, загальну гігієну, педагогіку, психологію, літературу, іноземні мови, музику тощо, брала активну участь у житті студентського колективу, демократичних молодіжних організацій.

### Полтавські сторінки життя
«Жовтневий переворот застає В. Чередниченко в Полтаві. Тут вона розгортає редакційно-викладацьку діяльність»
Варвара Іванівна у 1917–1921 рр. жила у Полтаві, працювала в органах народної освіти, викладала літературу в Полтавському педагогічному інституті.
| « | …В 1917 році, — згадувала вона, — я переїхала до Полтави і випадково поселилась поблизу будинку, де жив В. Г. Короленко. Часто доводилось мені спостерігати „прочан“, які приходили до нього з різних повітів. Усі вони несли свої кривди до письменника. | » |

Крім роботи в Педагогічному бюро Полтавського губернського земства, Варвара Іванівна з 1918 року стала редагувати революційну газету «Вільний голос», займалася видавничою діяльністю. Із власною передмовою видала одну з чотирьох запланованих книг А. Ю. Тесленка «Оповідання» (1918).
Багато уваги приділяла вона вихованню молоді на творах Т. Г. Шевченка. З цією метою підготувала збірку віршів, присвячену пам'яті Кобзаря «До Тарасових роковин [Архівовано 20 березня 2018 у Wayback Machine.]», яку 1919 року в Полтаві видала Спілка споживчих товариств. Цього ж року у Полтаві вийшла її збірка «З життя українського вчительства» [Архівовано 1 квітня 2017 у Wayback Machine.].
І двічі тільки чудо відводило від голови Варвари Іванівни смертний вирок: від кайзерівського військово-польового суду та кулі в потилицю денікінської контррозвідки. Вберегло її заступництво В. Г. Короленка, який оббивав пороги тимчасової влади, рятуючи не тільки Варвару, а й багатьох інших ні в чому не винних людей, що попали за тюремні мури.
Навесні 1919 року В. Чередниченко, відповідальний працівник Полтавського губернського відділу народної освіти, представляла Україну на Першому Всеросійському з'їзді працівників дошкільної освіти та з'їзді працівників позашкільної освіти.

### Харківські сторінки життя
На запрошення Наркомату освіти України Варвара Іванівна переїхала до Харкова, тодішньої столиці України, працювала консультантом з питань дошкільного виховання та керівником відділу дитячої літератури Держвидаву України, викладала в педагогічному технікумі.
Вона активно займалася літературною діяльністю, брала участь в роботі організації українських селянських письменників «Плуг», її художні й публіцистичні твори друкувалися в журналах «Селянка України», «Нова громада [Архівовано 28 вересня 2013 у Wayback Machine.]», «Знання». У 20-х роках молода письменниця випустила в світ п'ятнадцять книжок, переважно для дітей і юнацтва.
Почала друкуватися 1912 року, була членкинею літературної організації «Плуг».
- Вийшли друком збірки оповідань:

1. «З життя українського вчительства» (1919)
2. «Весела компанія» (1928)
3. «Весняний дріб'язок» (1929)
4. «Жужіль» (1930)
5. «Осетинські оповідання» (1931)

низка оповідань, друкованих окремо і в пресі.
1. педагогічний порадник «Дитяча хата» (1921)

- Авторка:

1. «За плугом» (1926)
2. "Фастів " (1971)

оповідання про А. Тесленка «Останній лист» (1936), повісті про дружбу Ж. Занд і Шопена — «В Картезіанському монастирі» (1940), п'єс, творів для дітей.
1926 року в журналі «Червоний шлях» В. Чередниченко опублікувала свій перший роман «За плугом». Час від часу виступала в періодичних виданнях зі статтями з питань виховання, студіями про дитячу літературу, статтями про майстрів слова — полтавців М. О. Максимовича, І. П. Мартоса, А. Ю. Тесленка, В. Г. Короленка, А. В. Головка та ін. Так, вона однією з перших у статті «Про нову українську повість „Бур'ян [Архівовано 20 березня 2018 у Wayback Machine.]“,  її автора і радянську критику» високо оцінила роман А. В. Головка, наголосивши, що він справив на читача «враження грандіозу».

### Осетинські сторінки життя
Десять років, з 1928 по 1938-й, Варвара Чередниченко жила в Південній Осетії, в м. Цхінвалі, куди переїхала після одруження з осетинським письменником Черменом Бегізовим (Беджизати). Тут вона досконало оволоділа осетинською, а пізніше і грузинською мовою. Брала активну участь у літературному житті. Варвара Іванівна [Архівовано 20 березня 2018 у Wayback Machine.] виступала і як перекладач.
1931 року в Харкові вийшла книга «Осетинські оповідання» у її перекладі. Збірку супроводив написаний нею нарис «Сучасна Осетія». Час від часу вона відвідувала Україну.
1938 року чоловіка репресовано, і Варвара Чередниченко змушена повернутися до Києва.

## Повернення в Україну
1938 року В. Чередниченко переїхала до Києва і стала членом Спілки радянських письменників України. Вона працювала над великими прозовими творами, виступала в періодиці.
1940 року побувала в Дніпропетровську, де минали її дитячі роки і де жили родичі. Збирала матеріал для повісті про похованого в Січеславі українського поета і фольклориста Івана Манжуру. Була чи не останньою людиною, яка провідала смертельно хворого історика академіка Дмитра Яворницького. Просила Павла Тичину прикріпити старого історика де спецрозподільника і повернути на посаду директора історичного музею. Варвара Чередниченко була чи не єдина, хто  до 90-річчя Дм. Яворницького (1945) оприлюднила статтю про нього в "Літературній газеті". проте редакція скоротила статтю до невеликої замітки.
У роки Другої Світової війни письменниця працювала у Саратовському військовому евакогоспіталі, на Українському радіо, писала і виступала по радіо, в пресі з публіцистичними статтями й нарисами про героїв українського народу: С. Наливайка, Б. Хмельницького, І. Богуна, С. Палія.
У Києві мешкала в будинку письменників Роліт.
У 1946 р. Чередниченко піддали нищівній критиці під час літературної кампанії, яку очолював секретар ЦК КП(б)У з ідеології К. Литвин, за так звані «ідеологічні помилки», але вона відмовилася каятися.
Померла письменниця 22 квітня 1949 року, похована на Байковому кладовищі.
В останні роки життя вона тяжко хворіла, але не припиняла роботи над раніше розпочатими великими прозовими творами. Не все, що задумала письменниця, вдалося їй звершити, але вона залишила яскравий слід в українській літературі 20-х — 40-х років XX століття.

## Творчість
Творчий шлях Варвари Іванівни, як і деяких її літературних ровесників, не був рівний, але в цілому, йшов по висхідній. На жаль, сталося так, що більшість планів письменниці звернутися до історії, до історії культури в 1920-х — першій половині 30-х не були здійснені. Найплідніше в історичному жанрі В. Чередниченко потрудилася в другій половині 30-х і в 40-х роках XX століття, працюючи над оповіданнями «Останній лист», «Історія одного вірша», романами «Фастів», «Молодість Григорія Сковороди».
Оповідання «Останній лист» (1936) поклало початок роботі українських прозаїків над створенням художнього образу Архипа Тесленка (1882—1911) — співця горя й сліз сільської бідноти, борця й мученика, який передчасно помер у 29 літ.
В архіві В. Чередниченко зберігаються деякі матеріали, що стосуються цього твору, — два варіанти оповідання (один незакінчений), записник з різноманітними відомостями про Архипа Юхимовича, його родину, друзів, рідне село, про події 1905 року, учасником яких він був.
На одному з варіантів (закінченому) позначено, де і коли оповідання написане — жовтень 1934-го — вересень 1936-го року, село Лука (Лохвицький повіт). Епіграф: «Тут ходив Сковорода» (П. Тичина). Саме цей варіант опублікований у періодиці.

Оповідання охоплює останні місяць-півтора життя письменника і складається з кількох епізодів, які передають важкі умови і обставини повільного, але невпинного згасання Архипа Юхимовича. І все ж при всьому трагедійному звучанні в оповіданні загалом панує оптимістичний настрій, світлі надії, що окрилюють молодого письменника:
|  | Я ще, брате мій, таку-о книгу напишу, що мені за неї не букетик квітів, а цілий сад подарують… Якби ти знав, які в мене зараз наміри! Це в'язниця кованими чобітьми мої легені пошкодила… Я по природі своїй обличитель. Я не чайка-стогнійка, а сич… Думаю про книгу свою, що її почну писати, тільки почую в руках трохи сили… Книгу, що стала б за сичиний крик усім нашим теперішнім господарям життя. |

Органічно змалювати образ Архипа Тесленка допомогли Варварі Іванівні глибоке знання біографії, літературної і епістолярної спадщини її героя, а також любов до нього. Вона вивчала життя письменника не лише за опублікованими матеріалами, а й сама розшукувала їх: розпитувала сучасників, знайомих, земляків, родичів.
1934 року В. Чередниченко спеціально їздила в Лохвицю, село Луку, деякий час жила там, зустрічалася, розмовляла з братом Тесленка Яремою Юхимовичем, медиками, які лікували письменника. Вона написала тоді в щоденнику: 
|  | Останні дні жила я "Останнім листом" і під впливом того, що писала, в мені весь час звучить "Траурний марш" Шопена… Ці звуки переслідували мене. |

Варвара Іванівна перша створила літературний образ А. Ю. Тесленка. Пізніше були опубліковані повісті двох українських авторів: О. Паращенка "Страчений талант "(1940), С. Сумного «Молодість Тесленка» (1940, 1949).
2013 року побачив світ роман сучасного українського письменника С. Процака «Чорне яблуко» [Архівовано 22 березня 2018 у Wayback Machine.] про драматичне платонічне кохання молодого сільського інтелігента Архипа до односельчанки.
У серпні 1943 року письменниця працювала в Державній бібліотеці СРСР ім. Леніна у Москві над матеріалами з історії Лохвицького району.
Бібліограф і літературознавець Ф. К. Сарана згадував, що В. Чередниченко таки закінчила повість про Архипа Юхимовича, але доля цього твору невідома.
В «Історії української літератури XX ст.» (книга перша), в розділі "Проза" про творчість В. І. Чередниченко читаємо:
|  | Письменниця тяжіє до розгортання картин історії, культури, змалювання світу мистецьких цінностей, до ідейного й духовного аспектів життя видатних письменників та поетів, моментів психології творчості... |

Дійсно, її твори історико-біографічного жанру засвідчують, що письменниця поєднувала в собі художника слова і невтомного дослідника.
В останні роки і місяці свого життя Варвара Іванівна  працювала над романом «Молодість Григорія Сковороди».
6 серпня 1944 року вона записала в щоденнику:
|  | Я сьогодні прожила день по-сковородинському – душею й серцем жила думками про нього, про Григорія Сковороду, який все життя бився над питанням, як людині здобути щастя. |

Реалізувати свій план письменниця не встигла: написала лише неповних три розділи, де показано життя майбутнього видатного просвітителя, філософа й поета на початку сорокових років XVIII століття. Вони, по суті складають зав'язку роману: екскурси в історію села Чорнухи, сковородинського роду, роду Полтавцевих тощо.
Звертаючись до історії, В. Чередниченко віддавала перевагу темам, які до неї в українській літературі ніхто, або майже ніхто не розкривав, не досліджував.
Дослідник Микола Чабан піддає сумніву офіційну дату народження письменниці й вважає, що вона народилася на шість років раніше - 1890 року. Сім аргументів наведено в його публікації  "Січеславська письменниця Варвара Чередниченко" . Один з аргументів - 1890-й як рік її народження подають А. Лейтес і М. Яшек у своєму дуже авторитетному біобібліографічному виданні «Десять років української літератури (1917–1927)» (том 1, ДВУ, 1928, с. 546). А Лейтес і Яшек зверталися до письменників по автобіографії, і відтак немає підстав їм не довіряти!https://www.dnipro.libr.dp.ua/Sicheslavska_pysmennytsya_Varvara_Cherednychenko